# 5313 Нуніш
5313 Нуніш (5313 Nunes) — астероїд головного поясу, відкритий 18 вересня 1982 року.
Тіссеранів параметр щодо Юпітера — 3,640.
Названо на честь португальського математика та географа Пе́дру Ну́ніша.